# Apeninos lucanos

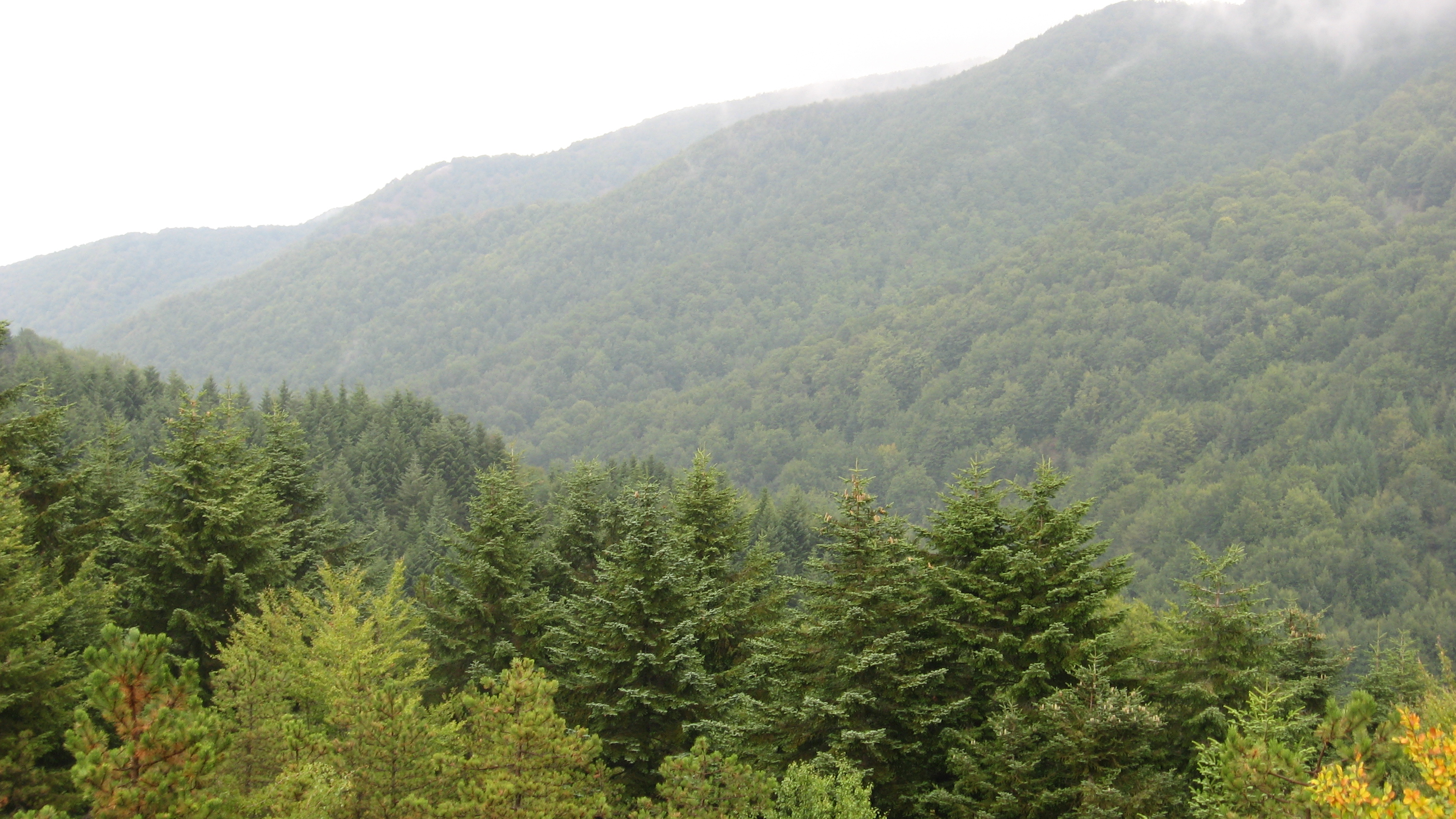
Bosque de hayas y abetos blancos sobre el Arioso (Pierfaone-Volturino-Viggiano).

Los Apeninos lucanos (en italiano, Appennino lucano) es el tramo de la cadena montañosa de los Apeninos que se extiende en forma de arco desde la Sella di Conza (entre Campania y Basilicata al passo dello Scalone (en Calabria). Está delimitada por los ríos Sele al oeste), Ofanto al norte, Bradano al este, desde el golfo de Tarento al sureste, desde el mar Tirreno al suroeste y de la llanura de Sibari al sureste. Los Apeninos campanos son una parte de los Apeninos meridionales.
Incluyendo las montañas del Cilento, que se curva hacia los Subapeninos homónimos, esta parte de la cadena apenínica se extiende más allá de los actuales confines políticos de la región Basilicata, comprendiendo un vasto territorio de la provincia de Salerno (el promontorio del Cilento) y uno relativamente menos extenso de la provincia de Cosenza (los montes del Orsomarso).
| 1  | 2.267 m | Serra Dolcedorme - Macizo del Pollino                                     |  |
| 2  | 2.248 m | Monte Pollino - Macizo del Pollino                                        |  |
| 3  | 2.181 m | Serra del Prete - Macizo del Pollino                                      |  |
| 4  | 2.130 m | Serra delle Ciavole - Macizo del Pollino                                  |  |
| 5  | 2.054 m | Serra di Crispo - Macizo del Pollino                                      |  |
| 6  | 2.005 m | Monte Papa - Macizo del Sirino                                            |  |
| 7  | 2.004 m | Cima De Lorenzo - Macizo del Sirino                                       |  |
| 8  | 1.987 m | Cozzo del Pellegrino - Montes de Orsomarso                                |  |
| 9  | 1.981 m | La Manfriana - Macizo del Pollino                                         |  |
| 10 | 1.935 m | La Mula - Montes de Orsomarso                                             |  |
| 11 | 1.930 m | Timpa Scazzariddo - Macizo del Sirino                                     |  |
| 12 | 1.919 m | Coppola di Paola - Macizo del Pollino                                     |  |
| 13 | 1.907 m | Monte Sirino - Macizo del Sirino                                          |  |
| 14 | 1.900 m | Pizzo Falcone - Monte Alpi                                                |  |
| 15 | 1.899 m | Monte Cervati - Montes del Cilento                                        |  |
| 16 | 1.893 m | Monte S. Croce - Monte Alpi                                               |  |
| 17 | 1.891 m | Monte Grattaculo - Macizo del Pollino                                     |  |
| 18 | 1.880 m | Punta del Corvo - Monte Alpi                                              |  |
| 19 | 1.836 m | Monte Volturino - Comprensorio Sellata-Volturino-Viggiano                 |  |
| 20 | 1.827 m | Monte Caramolo - Montes de Orsomarso                                      |  |
| 21 | 1.785 m | Montea - Montes de Orsomarso                                              |  |
| 22 | 1.770 m | Montalto - Montes de Orsomarso                                            |  |
| 23 | 1.761 m | Monte Raparo - Macizo del Raparo                                          |  |
| 24 | 1.744 m | Monte Pierfaone - Comprensorio Sellata-Volturino-Viggiano                 |  |
| 24 | 1.744 m | Monte la Caccia - Montes de Orsomarso                                     |  |
| 26 | 1.742 m | Monte Alburno - Montes Alburnos                                           |  |
| 27 | 1.727 m | Monte della Madonna di Viggiano - Comprensorio Sellata-Volturino-Viggiano |  |
| 28 | 1.722 m | Monte Arioso - Comprensorio Sellata-Volturino-Viggiano                    |  |
| 29 | 1.713 m | Serra Giumenta - Comprensorio Sellata-Volturino-Viggiano                  |  |
| 30 | 1.713 m | Monte Sparviere - Macizo del Pollino                                      |  |
| 31 | 1.710 m | Monte Faiatella - Montes del Cilento                                      |  |
| 32 | 1.705 m | Monte Sacro - Montes del Cilento                                          |  |
| 33 | 1.704 m | Monte d. Nuda - Montes Alburnos                                           |  |
| 34 | 1.700 m | Monte Calvelluzzo - Comprensorio Sellata-Volturino-Viggiano               |  |
| 35 | 1.700 m | Monte Motola - Montes del Cilento                                         |  |
| 36 | 1.656 m | La Falconara - Macizo del Pollino                                         |  |
| 37 | 1.652 m | Timpa di San Lorenzo - Macizo del Pollino                                 |  |
| 38 | 1.652 m | Monte la Spina - Montes la Spina - Zaccana                                |  |
| 39 | 1.632 m | Monte Palanuda - Montes de Orsomarso                                      |  |
| 40 | 1.610 m | Monte Scuro                                                               |  |
| 41 | 1.591 m | Monte Torrette - Montes de la Maddalena                                   |  |
| 42 | 1.587 m | Timpone della Neviera - Macizo del Pollino                                |  |
| 43 | 1.580 m | Monte Pilato - Comprensorio Sellata-Volturino-Viggiano                    |  |
| 44 | 1.580 m | Monte Zaccana - Montes la Spina - Zaccana                                 |  |
| 45 | 1.579 m | Serra di Mauro - Montes de la Maddalena                                   |  |
| 46 | 1.577 m | Monte Maruggio - Comprensorio Sellata-Volturino-Viggiano                  |  |
| 47 | 1.567 m | Serra di Calvello - Comprensorio Sellata-Volturino-Viggiano               |  |
| 48 | 1.530 m | Monte Marzano                                                             |  |
| 49 | 1.524 m | Monte Caramola - Macizo del Pollino                                       |  |
| 50 | 1.521 m | La Raia d. Pedale - Montes del Cilento                                    |  |
| 51 | 1.515 m | Tuzzi di Monte Piano - Montes del Cilento                                 |  |
| 52 | 1.508 m | Monte Pennone - Montes de la Maddalena                                    |  |
| 53 | 1.505 m | Monte Coccovello                                                          |  |
| 54 | 1.503 m | Serra Longa - Montes de la Maddalena                                      |  |
| 55 | 1.500 m | Tempa di Roccarossa - Macizo del Sirino                                   |  |